# 阿诺德·安德森
阿诺德·安德森（英語：Arnold Anderson，1912年3月22日—1996年1月17日），生于蒂马鲁，新西兰男子田径运动员。他曾代表新西兰参加1938年大英帝国运动会田径比赛，获得男子4×440码接力铜牌。